# Stella Zacharova
Stella Zacharova född den 12 juli 1963 i Odessa, Ukrainska SSR, Sovjetunionen är före detta sovjetisk gymnast.
Hon tog OS-guld i lagmångkampen i samband med de olympiska gymnastiktävlingarna 1980 i Moskva.